# 에이미 로백
에이미 로백(Amy Robach, 1973년 2월 6일 ~ )은 미국의 언론인, 뉴스 진행자이다.